# Алжбјетин
Алжбјетин (чеш. Alžbětín) је мало село, које се налази 2,5 км јужно од града Железна Руда на граници Чешке Републике са Немачком, у планини Шумава. Административно припада Железној Руди. У Алжбјетину живе 62 становника. Током 19. века у месту је изграђена велика стаклара, која је касније нестала. Данас је Алжбјетин туристички центар у који воде бројне стазе.
Средином железничке станице Железна Руда-Алжбјетин/Бајериш Ајзенштајн (Železná Ruda-Alžbětín/Bayerische Eisenstein) пролази државна граница Чешке и Немачке.